# Dennis Chambers
Dennis Chambers (Baltimore, 9 mei 1959) is een Amerikaanse drummer. Hij heeft opgenomen en opgetreden met John Scofield, Steely Dan, Santana, Parliament/Funkadelic, John McLaughlin, Mike Stern en vele anderen. Hoewel hij nooit een formele muziekopleiding heeft genoten, heeft Chambers een indrukwekkende techniek en snelheid. Chambers zegt dat hij heeft leren drummen in cafés en kroegen. Ook staat hij bekend om zijn manier van spelen, die is te omschrijven als "in the pocket".
Chambers drumde al op zijn vierde en begon in 1978, toen hij pas achttien was, met Parliament/Funkadelic op te treden. Hij speelde tot 1985 met die band.
Op de in 2016 door het tijdschrift Rolling Stone gepubliceerde ranglijst van 100 beste drummers in de geschiedenis van de popmuziek kreeg Chambers de 63e plaats toegekend.
- Bibliothèque nationale de France: cb13933785m (data)
- CiNii: DA16463507
- Gemeinsame Normdatei: 134345762
- International Standard Name Identifier: 0000 0000 8415 8948
- Library of Congress Control Number: nr91009716
- MusicBrainz: 919553a3-2c2f-4b2e-b0ea-efe8e2573e9c
- Nationale Bibliotheek van Tsjechië: xx0146490
- Nationale Bibliotheek van Israël: 987007345396805171
- Système universitaire de documentation: 157035425
- Virtual International Authority File: 120059144
- WorldCat: E39PBJqK6TQBdK6yRyjRRhqqQq